# U Centauri
U Centauri (U Cen / HD 109231 / HIP 61286) es una estrella variable en la constelación de Centauro.
Es una estrella lejana, cuya distancia respecto al sistema solar no ha podido ser determinada con precisión; diversas fuentes dan una cifra comprendida entre 1115 y 3550 años luz.
U Centauri es una gigante roja luminosa de tipo espectral M3.5IIe.
Tiene una baja temperatura superfical de 3285 K y su luminosidad es 226 veces superior a la luminosidad solar.
Aunque su masa no es bien conocida, el valor más probable es de 0,9 masas solares.
No es una estrella de carbono, siendo su relación C/O inferior a la unidad.
U Centauri es una variable Mira cuyo brillo oscila entre magnitud +7,0 y +14,0 a lo largo de un período de 220,28 días.
En estas variables —entre las que se cuentan Mira (ο Ceti) y R Centauri— la inestabilidad proviene de pulsaciones en la superficie estelar, lo que provoca cambios de color y brillo.
En un futuro no muy lejano, U Centauri expulsará sus capas exteriores creando una nebulosa planetaria, quedando el núcleo remanente como una enana blanca.